# Marilyn Cochran
Marilyn E. Cochran Brown, ameriška alpska smučarka, * 7. februar 1950, Burlington, Vermont, ZDA.
Svoj največji uspeh je dosegla na Svetovnem prvenstvu 1970, kjer je osvojila bronasto medaljo v kombinaciji. V svetovnem pokalu je tekmovala sedem sezon med letoma 1968 in 1974 ter dosegla tri zmage in še petnajst uvrstitev na stopničke. V skupnem seštevku svetovnega pokala se je najvišje uvrstila na osmo mesto leta 1973, leta 1969 je osvojila veleslalomski mali kristalni globus.
Tudi njeni trije sorojenci so bili alpski smučarji in udeleženci olimpijskih iger, Barbara Cochran, Lindy Cochran in Bob Cochran, prav tako nečak Jimmy Cochran.